# Panton Kabu
Panton Kabu is een bestuurslaag in het regentschap Aceh Jaya van de provincie Atjeh, Indonesië. Panton Kabu telt 65 inwoners (volkstelling 2010).